# Геворг Марзпетуни
«Геворг Марзпетуни» (арм. Գևորգ Մարզպետունի) — исторический роман классика армянской литературы Мурацана (Григора Тер-Ованнисяна). Oдно из наиболее знаменитых произведений в армянской письменности. Роман был написан и впервые опубликован в 1896 году, а отдельной книгой вышел в 1912 году. В этом произведении автор описывает судьбу армянского народа в X веке, его борьбу с иноземными захватчиками..

## История создания
При работе над романом «Геворг Марзпетуни», Мурацан исследовал исторические материалы, имевшие связь с эпохой. Автор отобразил в книге свои убеждения, превратив его в патриотическую, героическую драму.
Можно предположить, что устами Геворга Марзпетуни говорит сам автор:

Крестьянские хижины, неприметные домики, в которых живут одетые в лохмотья бедняки, презираемые богачами, — в них-то и заключена подлинная сила отечества.

Писатель говорил о своем творчестве:

При создании каждого произведения я всегда видел перед глазами армянский народ, его прошлое, его историю, его печальное настоящее. Хорошо ли, плохо ли я писал, но писал для народа, желая именно ему сообщить свои мысли и чувства.

## Исторический период
Мурацан описывает Армению в X веке. Страной правит царь из династии Багратидов Ашот II Железный, прославившийся в народе, за успешную борьбу против арабских захватчиков. Ашот II смог отомстить за отца Смбата I, которого арабы много лет назад распяли на кресте . Им помог в этом предатель князь Гагик Арцруни, ставший царём Васпуракана.
Мирная жизнь не продлилась долго. Князья Саак Севада и Цлик Амрам из личных интересов восстают против короны. Арабы организуют поход в Армению. Они завоёвывают всё больше земель, жестоко расправляясь с жителями.
В борьбу вступает приближённый царя, князь Геворг Марзпетуни. Он сражается с мятежниками и арабами, собирает князей, нахараров и полководцев. Марзпетуни вдохновляет своими подвигами царя Ашота II. Царь находился в депрессии, он изменил супруге с женой своего вассала..

## Главные герои
- Ашот II Железный — царь Армении, шахиншах армянский и грузинский, сын Смбата I Багратида.
- Абас I — Родной брат царя Ашота II. Наследник царского престола.
- Геворг Марзпетуни — Знатный князь, спарапет, преданный царю.
- Саакануйш — третья царица Армянского царства Багратидов, представительница рода Араншахик, жена царя Ашота II.
- Католикос Ованес VI — Патриарх Армении. Всё время находился в бегах, скрывался в городах и крепостях, заботился только о самом себе.
- Саак Севада — князь Гардмана, oтец царицы Саакануйш. Слепой бунтовщик, организовавший три бунта, но потом пожалевший об этом и отказавшийся от продолжения поднятого им мятежа.
- Цлик Амрам — Главный мятежник, начавший бунт вместе с Сааком Севадой.
- Ашот «Брнавор» спарапет — Царь Багарана, предатель заключивший договор с арабами, желал завладеть троном.
- Бешир — Полководец арабских войск, напавший на армянские земли.
- Востикан Нсер — Предводитель арабских захватчиков, захвативший столицу Двин.
- Вахрам Сепух — Сторонник царя, друг Геворга Марзпетуни.
- Гор Марзпетуни — Сын Геворга Марзпетуни, сражался в рядах своего отца.
- Шаандухт — Жена Гора, временный комендант крепости Гарни.
- Мовсес — Вардапет, находился в службе у католикоса, погибает при падении Бюракана.
- Седа — Няня царицы Саакануйш.

## Описание сюжета

### Часть первая
Великая Армения, X век. Страну долгое время терзают арабские захватчики. Жители ищут убежище в замках и в крепостях. Царица Саакануйш укрылась в крепости Гарни. Она переживает за мужа, а её няня по имени Седа, долго рассказывает ей о былых временах, о днях, когда Арменией правил Смбат I Багратид, отец нынешнего царя.

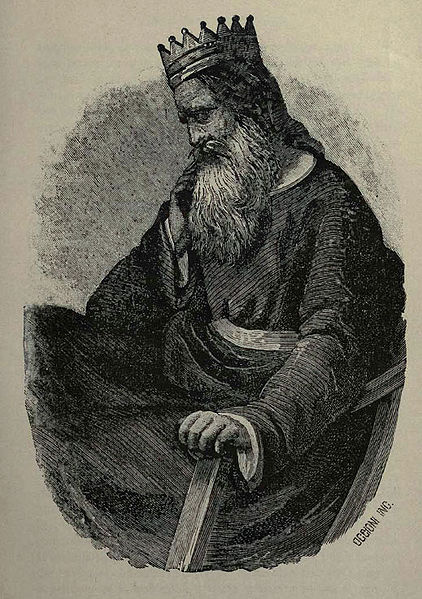
Ашот II Железный

В стране царили мир и процветание, но вскоре напали враги. Предатель князь Гагик Арцруни продал царя Смбата. Тот сдался арабскому халифу, дабы уберечь народ от зверств и его распяли на кресте. Его сын Ашот II вступил в войну и победив взошёл на трон. Его прозвали «Железным». Седа признаётся царице, что князь Марзпетуни сказал ей, что Ашот откладывает женитьбу с Саакануйш, потому что любит другую женщину: жену князя Цлика Амрама, сейчас поднявшего мятеж против Ашота. Саакануйш знает об этом, так как однажды застала мужа с любовницей.
Полководец князь Геворг Марзпетуни подходит к крепости Саака Севады, отца Саакануйш, князя Гардмана. Севада поднял мятеж против царя и привлёк под свои знамёна Цлика Амрама, зная об его обиде. Много лет назад по приказу Ашота II, Севада и его сын были ослеплены за непослушание. Теперь он жаждет мести, но Марзпетуни умоляет его прекратить мятеж ради родины. После долгих уговоров Севада соглашается на мир. Марзпетуни называет его великим благодетелем и отправляется к Цлику Амраму.
Тот вежливо принимает своего старого друга, но наотрез отказывается прекратить мятеж, даже узнав о поступке Севады. Он никогда не сможет простить Ашота за связь с его женой. К Цлику присоединился абхазский князь Бер.
Марзпетуни прибывает к царю. и они выходят с войском, останавливаются в крепости Аверак. К крепости подходит войско Цлика Амрама. Царское войско оказывается в осаде. У Ашота созревает план. Ночью он с двумя всадниками прорывает осаду и скрывается в темноте. Цлик Амрам входит в крепость и не находит там Ашота. Он приходит в ярость, но отпускает Марзпетуни с его солдатами.

### Часть вторая
Автор описывает крепость Айриванк, где армянский католикос Ованес VI скрывается от арабского полководца Бешира и востикана (буквально «полицейский» или шериф) Нсера. Приходит весть, что арабские войска в нескольких днях пути от крепости. Воспользовавшись солнечным затмением, трактуя это как знак божий: католикос Ованес бежит из Айриванка в Гарни, к Саакануйш. Достойные духовники остаются в Айриванке и прячут все драгоценности. Бешир входит в крепость и жестоко пытает священников, чтобы те указали, где спрятали ценности. Священники не выдают тайны и по приказу Бешира их обезглавливают.
Марзпетуни приезжает в Гарни. Он сообщает царице о побеге Ашота. Саакануйш тайно радуется неудачам мужа, так как не может простить его измену. Католикос Ованес и его подданные рассказывают о произошедшем в Айриванке. Марзпетуни осуждает католикоса за его недостойный поступок, он не должен был оставлять своих священников. Князь советует католикосу вернуться в столицу, в город Двин, встать на защиту церкви и не прятаться от востикана Нсера. Католикос сперва отправляется на остров озера Севан, а затем в Бюракан, где наслаждается мирной жизнью, пока не получает весть, что войско Бешира подходит к городу. Католикос тайно покидает город и бежит в Багаран.
Арабы идут на приступ, защитники крепости поливают их со стен кипятком. Несколько дней арабы строят военные машины. Они снова и снова атакуют крепость и с трудом овладевают одной башней, но их выбивают оттуда. Арабы идут на новые штурмы но не добывают победы.
В крепости происходит драка между двумя солдатами из армии духовника Соломона и несколькими жителями Бюракана. Двое солдат решают пожаловаться католикосу, но узнав, что тот тайно бежал из Бюракана, решают предать своих и перебежать к арабам. Ночью парочка открывает врата крепости и войско Бешира входит в крепость, истребляя жителей, солдат и церковников, грабя и уничтожая Бюракан. Бешир так же велит казнить этих двух предателей.
Узнав о падении Бюракана Геворг Марзпетуни решает пойти на крайние меры, чтобы окончательно не потерять веру в борьбу и освобождение. Он собирает жителей крепости Гарно и произносит речь. Он зовёт людей пойти в бой, но люди из-за страха не желают идти на риск. Тогда Марзпетуни придаёт речи более героический и патриотический тон и призывает к себе людей, годящихся в солдаты. К нему присоединяется его друг Вахрам Сепух, затем его сын Гор и другие. Всего набралось двадцать воинов, включая Марзпетуни. Они дают клятву над могилой католикоса Маштоца, что не пожалеют жизни и до последнего вздоха будут бороться с врагами. Марзпетуни даёт клятву, что никогда не вернётся в крепость Гарно, в свой дом, к семье, пока в стране находится хоть один араб. Воины по приказу полководца отправляются на Севан, чтобы проведать царя Ашота с царицей и получить благословение. Царь, увидев Марзпетуни, радуется и желает удачи своему полководцу.

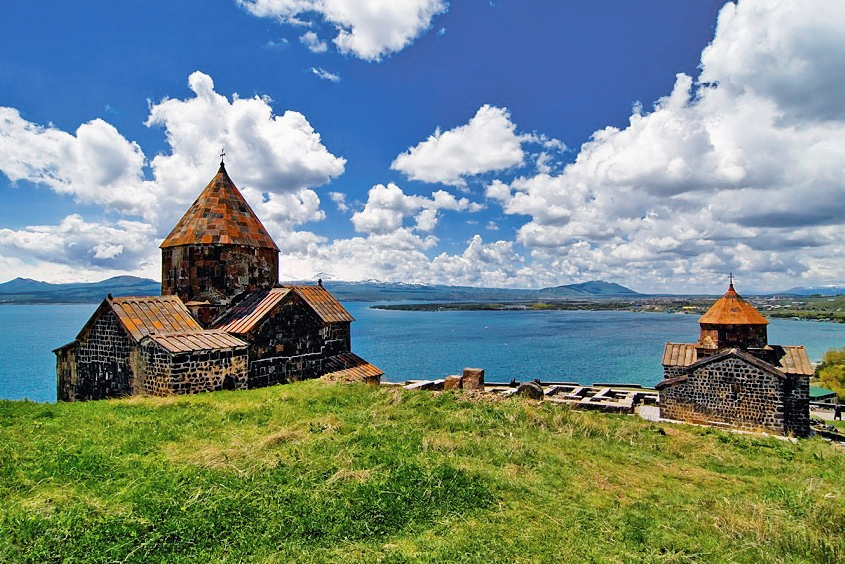
Монастырь Севанаванк на полуострове Севана

Марзпетуни со своими девятнадцатью солдатами, отправляется навстречу арабам. Ночью около крепости Гех, воины замечают военный лагерь Бешира. Князь идёт в крепость, собирает людей и предупреждает их об опасности. Он просит людей, чтобы они во время боя шумели погромче. Марзпетуни со своими солдатами устраивают пожар в лагере и начинают сражение. Арабских воинов охватывает паника. Спросонья они не понимают, что происходит и обращаются в бегство. Бешир тоже скрывается.
На острове Севана Ашот II воодушевляется подвигом своего верного полководца. Он решает не унывать и продолжать борьбу. Бешир задумывает уничтожить царя, а потом расквитаться с Марзпетуни. Он подходит к озеру Севан. Ашот отбирает семьдесят лучших лучнико из своих ста солдат в и рассаживает их в десять парусников. На каждом паруснике находится по семь солдат, сам Ашот с телохранителями плывёт на маленьком паруснике. Они плывут вдоль берега, по направлению к Беширу. Царь приказывает стрелять по арабам. Соратники будят Бешира и сообщают о внезапном нападении. Арабские лучники не могут попасть в цель, потому что парусники зашли со стороны солнца. Половина армии Бешира погибает. Бешир спасается бегством. Это была победа царя Ашота Железного в Севанской битве. Однако царь ранен отравленной стрелой, ему грозит смерть.
Тем временем Геворг Марзпетуни собирает армию, чтобы в очередной раз проучить врагов. Численность его армии доходит до тысяч. Князь Марзпетуни разбивает остатки бежавшего войска Бешира, однако самому Беширу снова чудом удаётся спастись бегством.

### Часть третья
Проходит время. Геворг Марзпетуни приезжает в Багаран с целью убедить католикоса Ованеса вернуться обратно в столицу и возглавить церковь. Он гарантирует, что востикан Нсер не посмеет тронуть католикоса, народ не позволит. Патриарх вроде бы соглашается, князь уходит. Однако царь Багарана Ашот «Брнавор» спарапет (полководец), имеет собственные коварные цели. Он давно продался Нсеру, заключил с ним договор. С помощью хитростей и коварного языка он узнаёт обо всём, переубеждает католикоса и даёт ему совет уехать в Васпуракан, к Гагику Арцруни. Тот так и поступает.
Князь Марзпетуни отправляется в город Еразгаворс, где находиться родной брат царя Абас. Он в ссоре с Ашотом II. После гостеприимной встречи, князь как всегда просит Абаса помириться с братом, ибо тот наконец-то покинет остров на Севане и воссядет на трон. Он немного поправился после ранения ядовитой стрелой. Абас соглашается. Они отправляются на остров, Ашот принимает брата с миром. Ссора закончена. Все едут в Еразгаворс отпраздновать это событие, пируют там несколько дней. Приезжает гонец востикана Нсера с предложением заключить мир. Ашот понимает, что это лживая формальность, но всё же заключает договор.
Заканчивается 925 год. В Армении царит мир после арабского вторжения. Марзпетуни не в силах нарушить клятву, вернуться к родному очагу, к семье, потому что в стране ещё обитают невинные арабские жители, которых нельзя просто так изгнать или уничтожить. Князь предлагает царю принудить католикоса Ованеса вернуться в Двин, тем более после того, как они заключили мир с Нсером. Ашот даёт добро, но, когда Марзпетуни отправляется в Васпуракан приходит весть о внезапной кончине католикоса. Тогда царь заключает мир с царём Васпуракана — Гагиком Арцруни, и они вместе выбирают нового патриарха.
Через некоторое время приходит известие, что старый мятежник Цлик Амрам сдал царю Абхазии Беру северные области: Гугарк, Тайк и Утик. Марзпетуни решает навестить Амрама и узнать мотивы его действий. Тот с радостью принимает в своей крепости князя и рассказывает ему свою печальную историю. Ещё давным-давно, когда он узнал о любовной связи своей жены с царём, он запер её в тёмной башне. Спустя время, пожалев о своём поступке он поднялся в башню, чтобы освободить жену но застал её там в петле. После этого он в гневе сдал северные области абхазцу Беру. Марзпетуни понимает побуждения Амрама, но тут приходит весть, что царь Ашот II находится на смертном одре. Старая рана дала о себе знать и теперь он в последний раз желает увидеть своего верного полководца. Марзпетуни тут же мчится в Еразгаворс, где в последний раз разговаривает с царём. Ашот Железный умирает. На трон восходит его брат Абас I.

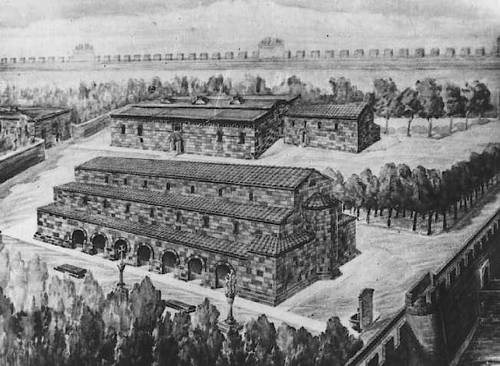
Двин. Реконструкция. Рис. А. Патрика (на основании чертежей Г. Кочояна)

Ашота решают похоронить в Багаране. Похороны длятся несколько дней. Весь народ Еразгаворса отправляется туда. На похоронах присутствуют все важные личности. Царь Багарана — Ашот «Брнавор», использует похороны в своих тёмных целях. В его планы входит взять в плен Абаса и Марзпетуни, затем захватить Еразгаворс и провозгласить себя в царём. По окончании похорон Ашот «Брнавор» приказывает напасть на Марзпетуни и Абаса. Те мастерски отбиваются, к ним присоединяются их телохранители. Абас со своими сторонниками одерживает победу, а Ашот «Брнавор» спасается бегством.
Следующая цель — столица Двин. Абас желает раз и навсегда завоевать город и изгнать оттуда арабов, востикана Нсера, Бешира. Армянская армия захватывает городское водохранилище. Нсер приказывает Беширу напасть на захватчиков, но при первой же попытке арабы попадают в засаду, их атакуют с другой стороны. Армяне одерживают победу, а Нсер сдаёт столицу. Арабским предводителям сохраняют их жизни.
Проходит пятнадцать лет. В стране царит мир. Армению возглавляет Абас I. Столицей стал город Карс. Война закончилась. Геворг Марзпетуни всё равно не возвращается в свою родную крепость, так как в стране проживают некоторые арабские жители. А он дал железную клятву.
Теперь на Армению наступает абхазский царь — Бер, с целью захватить северные области, которые ему якобы передал когда-то покойный Цлик Амрам. Абас и Марзпетуни собирают большое войско, разбивают армию Бера и берут его в плен. Абас приказывает ослепить бера.
Через несколько лет состарившийся Марзпетуни уходит из жизни. Его объявляют героем и хоронят на холме рядом с Багараном. По словам автора, Багаран обрушился, а могила его стоит до сих пор.

## Критика
Известностью пользуется лишь критика известного армянского литературоведа Сергея Сариняна. Он писал: «Роман Мурацана „Геворг Марзпетуни“ (1896) — несомненное достижение исторического романа. Отобразив драматические события X века — периода царства Багратидов, писатель ставит своих героев в ситуации острого психологического конфликта личных чувств с „общественным долгом“, проверяя их заблуждения высшим требованием этики — осознанным патриотизмом».
Про роман «Геворг Марзпетуни» активно писала поэтесса Юлия Варшам: «Тема романа — борьба армянского народа за освобождение от арабского ига — основана на подлинных событиях. Ашот II Багратуни (915—928 гг.), прозванный „Железным“, вел совместно с патриотами-князьями ожесточенную борьбу против арабских войск. Мурацан сумел подчеркнуть передовую роль Ашота Железного в объединении Армении. Писатель хорошо понимал, что идея объединения страны, даже при монархическом управлении, для того времени была прогрессивной. Борьба Ашота Железного не была ограничена только национальными рамками. Он помогал и соседней Грузии изгнать захватчиков».